# Mário Frias
Mário Frias (Rio de Janeiro, 1971) è un attore, conduttore televisivo e politico brasiliano.

## Biografia
Come attore è noto per aver preso parte a diverse telenovelas: in una di esse, Floribella, ha sostenuto uno dei ruoli più importanti.
Dal 2010 al 2013  ha presentato il game show O Último Passageiro, su RedeTV!; nel 2012, sulla stessa emittente, ha condotto il programma Super Bull Brasil. Nel 2019, ancora legato per contratto a RedeTv!, è stato scelto per la conduzione di un altro game show, A Melhor Viagem, che ha riportato ottimi ascolti, ma nel gennaio del 2020 ha dovuto abbandonare il programma in seguito alla decisione di entrare in politica. Inizialmente membro del PP, partito alleato del presidente Jair Bolsonaro, nel giugno del 2020 è subentrato a Regina Duarte  nella carica di segretario speciale per la cultura, che ha lasciato nel 2022, allorché è passato al PL, nelle file del quale è stato eletto deputato federale lo stesso anno.   Anticomunista dichiarato, è stato spesso influenzato dal discusso Olavo de Carvalho, considerato l'ideologo più vicino a Bolsonaro. 
L'11 dicembre 2020 Frias è stato colpito da infarto. Ha dovuto affrontare lunghe cure prima di poter recuperare totalmente.  Nel luglio 2022 è stato ricoverato in seguito a un secondo attacco cardiaco, più leggero del precedente .
Nel 2024 Frias è stato ricoverato in gravissime condizioni a seguito di una trombosi. 

## Vita privata
Nel febbraio 2001 ha iniziato a frequentare l'attrice Nívea Stelmann. Il 15 marzo 2003 i due si sono sposati. L'11 settembre 2004 è nato l'unico figlio della coppia, Miguel. Nel novembre 2005 è arrivata la notizia della loro separazione.
Frias ha sposato in seconde nozze Juliana Camatti il 31 gennaio 2008, tuttora sua moglie. Il 22 agosto 2011 è nata la loro figlia Laura.